# Куриловка (Липецкая область)
Куриловка — село в Усманском районе Липецкой области России. Административный центр Пушкарского сельсовета.

## География
Село находится в юго-восточной части Липецкой области, в лесостепной зоне, в пределах Окско-Донской равнины, к западу от реки Усмань, на расстоянии примерно 14 км (по прямой) к северо-северо-востоку (NNE) от города Усмань, административного центра района. Абсолютная высота — 149 м над уровнем моря.
Климат
Климат умеренно континентальный с тёплым летом и умеренно холодной зимой. Абсолютный минимум температуры воздуха самого холодного месяца (января) составляет −39°С; абсолютный максимум самого тёплого (июля) — 38°С. Среднегодовое количество атмосферных осадков — 511 мм. Максимальное количество осадков выпадает в период с мая по октябрь.
Часовой пояс
Село Куриловка, как и вся Липецкая область, находится в часовой зоне МСК (московское время). Смещение применяемого времени относительно UTC составляет +3:00.

## Население
| 2010 | 2011 |
| ---- | ---- |
| 410  | ↘409 |

Гендерный состав
По данным Всероссийской переписи населения 2010 года, в гендерной структуре населения мужчины составляли 48,5 %, женщины — соответственно 51,5 %.
Национальный состав
Согласно результатам переписи 2002 года, в национальной структуре населения русские составляли 90 % из 417 чел.

## Улицы
- ул. Дальняя,
- ул. Котова,
- пер. Молодёжный,
- ул. Черёмушки[7].

## Инфраструктура
В селе находяться средняя общеобразовательная школа*, детский сад*, фельдшерско-акушерский пункт, МУК «Досуговый центр», библиотека и отделение связи.
(* — Закрыты) 